# Дуроньич, Борко
Бо́рко Ду́роньич (серб. Борко Дуроњић; 24 сентября 1997, Баня Лука, Босния и Герцеговина) — сербский футболист, нападающий клуба «Радник».

## Карьера

### Клубная карьера
Борко начал заниматься футболом в детской команде «Црвены Звезды», затем он перешёл в ОФК.
10 августа 2014 года нападающий дебютировал в сосновном составе белградского клуба, выйдя на замену во встрече с «Войводиной». 29 ноября того же года Дуроньич отметился первым забитым мячом, сравняв счёт в игре против «Црвены Звезды».
В сезоне 2015/16 Борко провёл 19 матчей своей команды, однако ни одного мяча не забил, а ОФК, заняв 15 место в чемпионате, покинул высший сербский футбольный дивизион.

### Карьера в сборной
Борко в составе юношеской сборной Сербии (до 17 лет) принимал участие в играх квалификационного раунда отбора к Чемпионату Европы 2014. В матчах Дуроньич отметился 1 мячом в ворота сборной Андорры.
В 2015 году нападающий участвовал в играх квалификации к юношескому Чемпионату Европы 2016 в Германии. Борко сыграл в 4 матчах и забил 2 мяча в ворота сверстников из Черногории.